# Lekkoatletyka na Letnich Igrzyskach Olimpijskich 1968 – bieg na 400 m mężczyzn
Bieg na 400 metrów mężczyzn podczas XIX Letnich Igrzysk Olimpijskich w Meksyku rozegrano 16 (eliminacje), 17 (ćwierćfinały i półfinały) i 18 października 1968 (finał) na Estadio Olímpico Universitario. Zwycięzcą został Amerykanin Lee Evans, który w finale ustanowił rekord świata z wynikiem 43,8 s. Rekord ten przetrwał do 17 sierpnia 1988, kiedy to Butch Reynolds poprawił go uzyskując czas 43,29 s.

## Rekordy

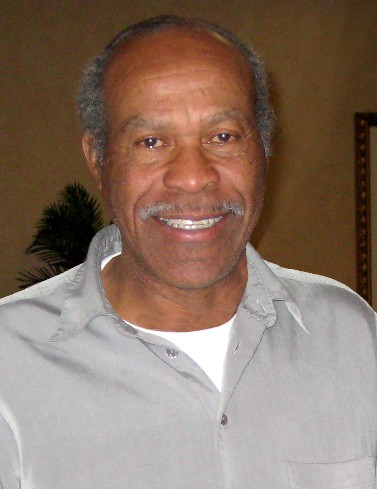
Lee Evans

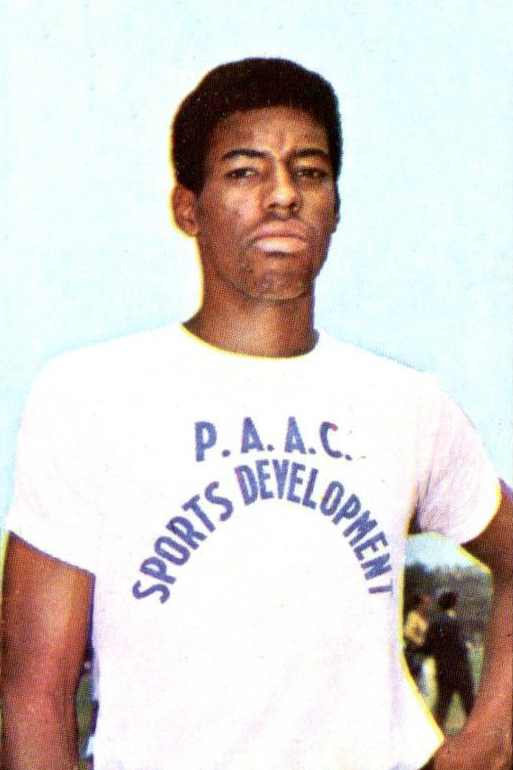
Larry James

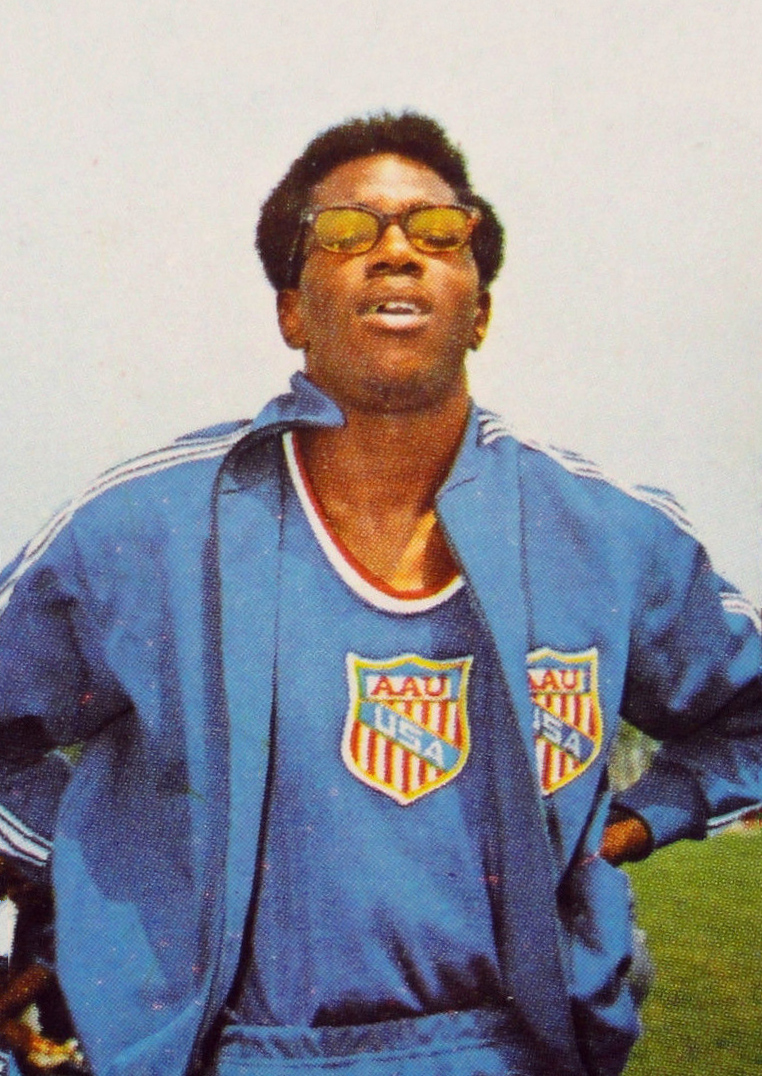
Ron Freeman

|                   | zawodnik      | narodowość        | czas | data                  | miejsce     |
| ----------------- | ------------- | ----------------- | ---- | --------------------- | ----------- |
| Rekord świata     | Larry James   | Stany Zjednoczone | 44,1 | 14 września 1968(dts) | Echo Summit |
| Rekord olimpijski | Otis Davis    | Stany Zjednoczone | 44,9 | 6 września 1960(dts)  | Rzym        |
| Rekord olimpijski | Carl Kaufmann | Niemcy            | 44,9 | 6 września 1960(dts)  | Rzym        |

## Wyniki
| Poz. - pozycja |
| – rekord świata \| – rekord krajowy \| – rekord życiowy \| = – wyrównany rekord życiowy \| · – najlepszy wynik w sezonie \| = – wyrównany najlepszy wynik w sezonie \| – rekord olimpijski |
| Fn – falstart \| DNF – nie ukończył \| DNS – nie wystartował \| DSQ – zdyskwalifikowany |

### Eliminacje
Rozegrano osiem biegów eliminacyjnych. Do ćwierćfinałów awansowało po czterech najlepszych zawodników z każdego biegu (Q).

#### Bieg 1
| Poz. | Zawodnik          | Narodowość        | Rezultat | Uwagi |
| ---- | ----------------- | ----------------- | -------- | ----- |
| 1    | Lee Evans         | Stany Zjednoczone | 45,3     | Q     |
| 2    | Claver Kamanya    | Tanzania          | 45,7     | Q     |
| 3    | Christian Nicolau | Francja           | 45,7     | Q, =  |
| 4    | Sam Bugri         | Ghana             | 45,8     | Q     |
| 5    | Manfred Kinder    | RFN               | 46,9     |       |
| 6    | Ezra Burnham      | Barbados          | 47,9     |       |

#### Bieg 2
| Poz. | Zawodnik          | Narodowość        | Rezultat | Uwagi |
| ---- | ----------------- | ----------------- | -------- | ----- |
| 1    | Andrzej Badeński  | Polska            | 45,5     | Q,    |
| 2    | Clifton Forbes    | Jamajka           | 45,7     | Q,    |
| 3    | Larry James       | Stany Zjednoczone | 45,8     | Q     |
| 4    | Daniel Rudisha    | Kenia             | 46,9     | Q     |
| 5    | Angelo Hussein    | Sudan             | 47,7     |       |
| 6    | Victor Asirvatham | Malezja           | 48,0     |       |

#### Bieg 3
| Poz. | Zawodnik           | Narodowość        | Rezultat | Uwagi |
| ---- | ------------------ | ----------------- | -------- | ----- |
| 1    | Amadou Gakou       | Senegal           | 45,3     | Q     |
| 2    | Tegegne Bezabeh    | Etiopia           | 45,5     | Q     |
| 3    | Ron Freeman        | Stany Zjednoczone | 45,6     | Q     |
| 4    | Rodobaldo Díaz     | Kuba              | 46,4     | Q     |
| 5    | Ramón Magariños    | Hiszpania         | 47,3     |       |
| 6    | Anthony Egwunyenga | Nigeria           | 49,1     |       |
| 7    | Francisco Menocal  | Nikaragua         | 22,6     |       |

#### Bieg 4
| Poz. | Zawodnik           | Narodowość      | Rezultat | Uwagi |
| ---- | ------------------ | --------------- | -------- | ----- |
| 1    | Martin Jellinghaus | RFN             | 46,4     | Q     |
| 2    | Pedro Grajales     | Kolumbia        | 46,7     | Q     |
| 3    | Michael Zerbes     | NRD             | 46,8     | Q     |
| 4    | Ross MacKenzie     | Kanada          | 47,0     | Q     |
| 5    | Howard Davies      | Wielka Brytania | 47,2     |       |
| 6    | Jacques Pennewaert | Belgia          | 48,5     |       |
| 7    | José Astacio       | Salwador        | 52,9     |       |

#### Bieg 5
| Poz. | Zawodnik             | Narodowość | Rezultat | Uwagi |
| ---- | -------------------- | ---------- | -------- | ----- |
| 1    | Amos Omolo           | Uganda     | 45,8     | Q     |
| 2    | Munyoro Nyamau       | Kenia      | 45,9     | Q     |
| 3    | Jean-Claude Nallet   | Francja    | 45,9     | Q     |
| 4    | Helmar Müller        | RFN        | 45,9     | Q     |
| 5    | José Jacinto Hidalgo | Wenezuela  | 46,3     |       |
| 6    | Carlos Martínez      | Kuba       | 47,2     |       |
| 7    | Tony Harper          | Bermudy    | 49,1     |       |

#### Bieg 6
| Poz. | Zawodnik             | Narodowość      | Rezultat | Uwagi |
| ---- | -------------------- | --------------- | -------- | ----- |
| 1    | Jan Werner           | Polska          | 45,9     | Q     |
| 2    | Martin Winbolt-Lewis | Wielka Brytania | 46,2     | Q     |
| 3    | Mamman Makama        | Nigeria         | 46,4     | Q     |
| 4    | Sergio Bello         | Włochy          | 46,5     | Q     |
| 5    | Eddy Téllez          | Kuba            | 46,7     |       |
| 6    | Noel Carroll         | Irlandia        | 46,8     |       |
| 7    | José L’Oficial       | Dominikana      | 47,9     |       |

#### Bieg 7
| Poz. | Zawodnik         | Narodowość               | Rezultat | Uwagi |
| ---- | ---------------- | ------------------------ | -------- | ----- |
| 1    | Naftali Bon      | Kenia                    | 46,2     | Q     |
| 2    | Jan Balachowski  | Polska                   | 46,2     | Q     |
| 3    | Musa Dogon Yaro  | Nigeria                  | 46,2     | Q     |
| 4    | Gilles Bertould  | Francja                  | 46,3     | Q     |
| 5    | Don Domansky     | Kanada                   | 46,4     |       |
| 6    | Melesio Piña     | Meksyk                   | 46,8     |       |
| 7    | Leslie Miller    | Bahamy                   | 46,9     |       |
| 8    | Yoyaga Coulibaly | Wybrzeże Kości Słoniowej | 50,0     |       |

#### Bieg 8
| Poz. | Zawodnik           | Narodowość        | Rezultat | Uwagi |
| ---- | ------------------ | ----------------- | -------- | ----- |
| 1    | Wolfgang Müller    | NRD               | 46,6     | Q     |
| 2    | Colin Campbell     | Wielka Brytania   | 46,6     | Q     |
| 3    | Sergio Ottolina    | Włochy            | 46,7     | Q     |
| 4    | Juan Carlos Dyrzka | Argentyna         | 47,0     | Q     |
| 5    | George Simon       | Trynidad i Tobago | 47,9     |       |
| 6    | Omar Ghizlat       | Maroko            | 48,2     |       |
| 7    | Kun Min-mu         | Tajwan            | 49,0     |       |

### Ćwierćfinały
Rozegrano cztery biegi ćwierćfinałowe. Do półfinałów awansowało po czterech najlepszych zawodników z każdego biegu (Q).

#### Bieg 1
| Poz. | Zawodnik        | Narodowość        | Rezultat | Uwagi |
| ---- | --------------- | ----------------- | -------- | ----- |
| 1    | Amadou Gakou    | Senegal           | 45,5     | Q     |
| 2    | Larry James     | Stany Zjednoczone | 45,7     | Q     |
| 3    | Claver Kamanya  | Tanzania          | 46,0     | Q     |
| 4    | Ross MacKenzie  | Kanada            | 46,1     | Q     |
| 5    | Musa Dogon Yaro | Nigeria           | 46,1     |       |
| 6    | Colin Campbell  | Wielka Brytania   | 46,3     |       |
| 7    | Naftali Bon     | Kenia             | 46,3     |       |
| 8    | Sergio Bello    | Włochy            | 46,8     |       |

#### Bieg 2
| Poz. | Zawodnik           | Narodowość        | Rezultat | Uwagi |
| ---- | ------------------ | ----------------- | -------- | ----- |
| 1    | Amos Omolo         | Uganda            | 45,3     | Q     |
| 2    | Lee Evans          | Stany Zjednoczone | 45,5     | Q     |
| 3    | Munyoro Nyamau     | Kenia             | 46,1     | Q     |
| 4    | Wolfgang Müller    | NRD               | 46,2     | Q     |
| 5    | Jan Balachowski    | Polska            | 46,3     |       |
| 6    | Rodobaldo Díaz     | Kuba              | 46,3     |       |
| 7    | Juan Carlos Dyrzka | Argentyna         | 46,8     |       |
| –    | Christian Nicolau  | Francja           | DNS      |       |

#### Bieg 3
| Poz. | Zawodnik           | Narodowość | Rezultat | Uwagi |
| ---- | ------------------ | ---------- | -------- | ----- |
| 1    | Jan Werner         | Polska     | 45,6     | Q     |
| 2    | Martin Jellinghaus | RFN        | 45,9     | Q     |
| 3    | Tegegne Bezabeh    | Etiopia    | 46,0     | Q     |
| 4    | Sam Bugri          | Ghana      | 46,0     | Q     |
| 5    | Clifton Forbes     | Jamajka    | 46,2     |       |
| 6    | Daniel Rudisha     | Kenia      | 47,6     |       |
| 7    | Gilles Bertould    | Francja    | 48,9     |       |
| –    | Sergio Ottolina    | Włochy     | DNS      |       |

#### Bieg 4
| Poz. | Zawodnik             | Narodowość        | Rezultat | Uwagi |
| ---- | -------------------- | ----------------- | -------- | ----- |
| 1    | Ron Freeman          | Stany Zjednoczone | 45,3     | Q     |
| 2    | Andrzej Badeński     | Polska            | 45,6     | Q     |
| 3    | Helmar Müller        | RFN               | 45,7     | Q     |
| 4    | Jean-Claude Nallet   | Francja           | 45,7     | Q, =  |
| 5    | Martin Winbolt-Lewis | Wielka Brytania   | 45,9     |       |
| 6    | Michael Zerbes       | NRD               | 46,1     |       |
| 7    | Mamman Makama        | Nigeria           | 46,4     |       |
| 8    | Pedro Grajales       | Kolumbia          | 46,5     |       |

### Półfinały
Rozegrano dwa biegi półfinałowe. Do finału awansowało po czterech najlepszych zawodników z każdego biegu (Q).

#### Bieg 1
| Poz. | Zawodnik         | Narodowość        | Rezultat | Uwagi |
| ---- | ---------------- | ----------------- | -------- | ----- |
| 1    | Amadou Gakou     | Senegal           | 45,1     | Q     |
| 2    | Ron Freeman      | Stany Zjednoczone | 45,4     | Q     |
| 3    | Andrzej Badeński | Polska            | 45,4     | Q,    |
| 4    | Tegegne Bezabeh  | Etiopia           | 45,5     | Q     |
| 5    | Sam Bugri        | Ghana             | 45,9     |       |
| 6    | Helmar Müller    | RFN               | 46,2     |       |
| 7    | Claver Kamanya   | Tanzania          | 46,2     |       |
| 8    | Wolfgang Müller  | NRD               | 48,3     |       |

#### Bieg 2
| Poz. | Zawodnik           | Narodowość        | Rezultat | Uwagi |
| ---- | ------------------ | ----------------- | -------- | ----- |
| 1    | Lee Evans          | Stany Zjednoczone | 44,8     | Q, =  |
| 2    | Larry James        | Stany Zjednoczone | 44,9     | Q     |
| 3    | Martin Jellinghaus | RFN               | 44,9     | Q, =  |
| 4    | Amos Omolo         | Uganda            | 45,4     | Q     |
| 5    | Jan Werner         | Polska            | 45,7     |       |
| 6    | Munyoro Nyamau     | Kenia             | 46,3     |       |
| 7    | Jean-Claude Nallet | Francja           | 49,0     |       |
| 8    | Ross MacKenzie     | Kanada            | 49,2     |       |

### Finał
| Poz. | Zawodnik           | Narodowość        | Rezultat | Uwagi |
| ---- | ------------------ | ----------------- | -------- | ----- |
| 1    | Lee Evans          | Stany Zjednoczone | 43,8     | =     |
| 2    | Larry James        | Stany Zjednoczone | 43,9     |       |
| 3    | Ron Freeman        | Stany Zjednoczone | 44,4     |       |
| 4    | Amadou Gakou       | Senegal           | 45,0     |       |
| 5    | Martin Jellinghaus | RFN               | 45,3     |       |
| 6    | Tegegne Bezabeh    | Etiopia           | 45,4     |       |
| 7    | Andrzej Badeński   | Polska            | 45,4     | =     |
| 8    | Amos Omolo         | Uganda            | 47,6     |       |